# اریش کمپکا
اریش کمپکا (انگلیسی: Erich Kempka؛ زاده ۱۶ سپتامبر ۱۹۱۰ – درگذشته ۲۴ ژانویهٔ ۱۹۷۵) یک فرد نظامی اهل آلمان در دوره رایش سوم و از سال ۱۹۳۴ تا آوریل ۱۹۴۵ به عنوان راننده شخصی آدولف هیتلر کار میکرد.